# Myllaena oxypodina
Myllaena oxypodina är en skalbaggsart som beskrevs av Sharp 1908. Myllaena oxypodina ingår i släktet Myllaena och familjen kortvingar. Inga underarter finns listade i Catalogue of Life.